# Phoenicoprocta paranensis
Phoenicoprocta paranensis är en fjärilsart som beskrevs av Carlos Schrottky. Phoenicoprocta paranensis ingår i släktet Phoenicoprocta och familjen björnspinnare. Inga underarter finns listade i Catalogue of Life.